# Handelingstheorie
De handelingstheorie is een filosofische beschrijving van gedrag. De theorie baseert zich op de gevolgen van een wisselwerking tussen individu en een situatie. Onder de gegeven omstandigheden kiezen de individuen welke overtuigingen het meest overeenkomen met hun verlangens. De keuzes die individuen maken kunnen gebaseerd zijn op verschillende mogelijkheden, zoals rationaliteit, moraliteit en egoïsme.

## Substromingen
Binnen de handelingstheorie zijn er verschillende substromingen. De meest voorkomende stroming is de rationele keuzetheorie. Deze impliceert dat individuen hun keuze puur op basis van rationele overwegingen maken en altijd kiezen voor het eigen optimum. Een andere bekende stroming is het utilitarisme. Zij streeft naar het hoogste geluk voor zo veel mogelijk mensen, ook als dat betekent dat dit nadelige consequenties heeft voor het individu. Een derde stroming is het consequentialisme. Binnen de handelingstheorie is het Prisoner's dilemma een bekend voorbeeld uit de speltheorie.

## Toepassingen van de handelingstheorie
De theorie komt in verschillende sociale wetenschappen terug, zoals de economie, geografie en antropologie. Bekende economen die zich met de handelingstheorie hebben beziggehouden zijn: Amartya Sen, Mancur Olson en Garrett Hardin.